# Port lotniczy Odienne
Port lotniczy Odienne – międzynarodowy port lotniczy położony w Odienné na Wybrzeżu Kości Słoniowej.

## Kierunki lotów i linie lotnicze
| Linia Lotnicza    | Kierunek          |
| ----------------- | ----------------- |
| Air Côte d'Ivoire | 1. Abidżan 2. Man |